# Groupe Caisse d'Épargne
Groupe Caisse d'Épargne es un grupo bancario semicooperativo francés, fundado en 1818, con alrededor de 4700 sucursales en dicho país. Trabaja tanto en banca minorista como en banca privada, además de poseer una importante participación en el banco de inversión Natixis.

## Operaciones
La marca más importante del grupo de la red de mutuas Caisse d'Épargne. Junto con La Banque Postale y Crédit Mutuel, el banco comparte los derechos para ofrecer las populares cuentas de ahorro Livret A, con el respaldo del Gobierno francés.
Además, el grupo es también propietario del banco hipotecario Crédit Foncier de France, la corporación y banco privado Banque Palatine, y Financière Océor, un banco financiero comercial que administra activos privados en la Francia de Ultramar.
En 2006 Groupe Caisse d'Épargne unió su banco de inversión IXIS con Natexis (del Groupe Banque Populaire), creando Natixis, un banco de inversión en el que ambos grupos (Groupe Caisse d'Epargne y Groupe Banque Populaire) tienen una participación idéntica del 35'25%. El Groupe Caisse d'Epargne integró su banco La Compagnie 1818 en el grupo Natixis.
El grupo apareció en la Lista ICA Global de mutuas y cooperativas en el puesto 11 por 2005, lo que supone ser el segundo banco cooperativo del mundo, por detrás de Crédit Agricole.

## Debacle en octubre de 2008
La compañía sufrió una pérdida de derivados financieros valorada en 600 millones de euros en octubre de 2008, en parte debido a la volatilidad de los mercados. Los trabajadores responsables de haber realizado gestiones no autorizadas fueron despedidos.

## Propuesta de fusión
En octubre de 2008 Groupe Caisse d'Épargne anunció planes para fusionarse con la mutua Groupe Banque Populaire, en respuesta a la reciente consolidación de la industria bancaria. La agencia de prensa AFP relacionó dicho anuncio directamente con la crisis financiera mundial por falta de liquidez en ese momento. Las compañías pretenden no obstante mantener sus marcas y redes separadas. Si la fusión fuese completada, el máximo directivo de Groupe Banque Populaire, Philippe Dupont, encabezaría la compañía, que tendría 480.000 millones de euros en depósitos y alrededor de seis millones de clientes.

## Patrocinio
El Groupe Caisse d'Épargne entre 2006 y 2010 fue el patrocinador principal del equipo ciclista profesional Caisse d'Épargne, de categoría UCI ProTour, tras haber sido copatrocinador en 2005.